# Samuel Adams
Samuel Adams   (Boston, 27 de setembre de 1722 - Boston, 2 d'octubre de 1803) fou un dels Pares fundadors dels Estats Units. Com a polític de la Massachusetts colonial, va liderar el moviment que va conduir a la Revolució Americana.
Samuel Adams va néixer a Boston el 27 de setembre de 1722. Era fill de Samuel Adams Sr. i Mary Fifield Adams. Va estudiar a la Universitat Harvard i va ser membre de la cambra baixa de l'estat de Massachusetts. En la dècada de 1760, va formar part d'un moviment contrari als impostos que l'Imperi Britànic carregava a les tretze colònies. Després de la massacre de Boston, va ser membre de la resistència, que dugué a la Revolució i, posteriorment, a la Guerra de la Independència.
Formà part del Congrés Continental, va donar suport al boicot comercial contra els britànics i va col·laborar en el redactat de la Declaració d'Independència. Un cop assolida la independència, va ser vicegovernador de Massachusetts (1789-1794) i governador (1794-1797). Va finar el 2 d'octubre de 1803.